# Bonnie & Clyde Garage Apartment
Das Bonnie & Clyde Garage Apartment ist ein historisch bedeutsames Gebäude in Joplin im Newton County, Missouri. Es diente den Kriminellen Bonnie und Clyde und weiteren Mitgliedern ihrer Bande 1933 für einige Tage als Unterschlupf.

## Baubeschreibung
Das zweistöckige, nach Süden ausgerichtete Gebäude hat die Adresse 3374½ Oak Ridge Drive, obwohl es mit seiner Hauptfassade (Südseite) zur 34. Straße zeigt. Es hat einen nahezu quadratischen Grundriss und wurde um 1927 in Massivbauweise mit Natursteinmauerwerk errichtet. Der Eingang befindet sich links der Garagen (Foto: rote Tür), dahinter zeigt sich der Treppenaufgang mit der einläufigen, geraden Treppe mit 13 Stufen zur Wohnung und rechts eine weitere Tür als Seiteneingang zur Garage. Die Wohnung ist oben mit keiner weiteren Tür abgeschlossen, somit vom Wohngefühl „nach unten offen“. Das Haus hat ein mit grauen Schindeln gedecktes Walmdach und besitzt im ersten Stockwerk vier Zimmer plus Bad, die über einer Doppelgarage liegen. Das Gebäude im Bungalowstil hat eine 8,80 m lange Frontfassade und eine Tiefe von 7,90 m (29 × 26 Fuß). Die Ausstattung weist Stilelemente der Prairie Houses und des American Arts and Crafts Movement auf, wie an den Appartementfenstern und den gekerbten Sparrenköpfen zu sehen ist. Trotz einiger Modernisierungen, wie die bei der Schießerei beschädigten Garagentore, die schon bald ersetzt und zuletzt 2006 erneuert wurden, ähnelt die Fassade in großem Maße ihrem ursprünglichen Aussehen. Die Eingangstür wurde zum gleichen Zeitpunkt wie die Tore ersetzt. Die Originaltür war, im Stil der Zeit, eine vollverglaste Rahmentür mit Sprosseneinteilung (s. Foto). Heute (Stand: 2018) hat sie im oberen Bereich (~¼ der Türhöhe) drei vertikale Fensterchen, die über einer 2-teiligen Kassietierung des unteren ¾ Türbereiches sitzen. Die anderen drei Ansichten enthalten immer noch die Originalfenster. In den 1950ern wurde die Schotterauffahrt gegen die jetzige Betonauffahrt getauscht.

## Die Schießerei vom 13. April 1933

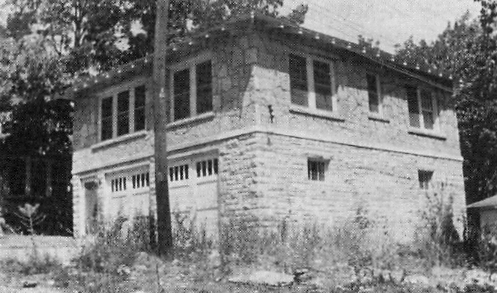
Originalfoto des FBI vom Tag der Schießerei (Ansicht von Süd-Osten)

Auf ihrem Raubzug durch die Bundesstaaten Texas, Oklahoma, New Mexico und Missouri nutzte die Barrow-Bande, die zu dieser Zeit neben Bonnie Parker und Clyde Barrow aus Barrows älterem Bruder Buck, dessen Frau Blanche sowie William Daniel Jones bestand, im April 1933 die Wohnung für zwölf Tage als Unterschlupf. Zu dieser Zeit waren sie schon berüchtigt und in der Presse bekannt. Am 13. April 1933 benachrichtigten Nachbarn die Polizei, weil sie Schwarzbrenner in dem Haus vermuteten. Von den fünf eintreffenden Polizisten wurden bei dem folgenden Schusswechsel Harry McGinnis und John Wesley Harriman getötet, während Tom De Graff und George Kahler schwer verletzt überlebten. Clyde Barrow und William Jones trugen leichte Verletzungen davon, bevor die Bande mit einem leistungsstarken Auto, einem Ford V8 Sedan, entkam.
Bekannt wurden die Fotografien, die die Bandenmitglieder in dem Gebäude zurückgelassen hatten, die sie in verspielten und provokativen Posen zeigten. Der kurzfristige Ruf als Volkshelden, den die Bande in Teilen der Bevölkerung bis dahin genossen hatte, nahm durch die brutale Erschießung von Detective Harry McGinnis (53) der örtlichen Polizei und Constable John Wesley Harriman vom Newton County mit Flinten aus kürzester Entfernung, erheblichen Schaden. Die Gesetzeshüter Walter E. Grammar, George B. Kahler – beide von der Missouri State Highway Patrol – und Detective Thomas DeGraff aus Joplin überlebten.
Am 15. Mai 2009 wurde das Bonnie & Clyde Garage Apartment in das National Register of Historic Places eingetragen. Eine Tafel vor dem Haus erinnert an den Vorfall. Auf ihr steht folgender Text:

“Bonnie & Clyde Garage Apartment 1933

Clyde Barrow, Bonnie Parker, Buck and Blanche Barrow and W. D. Jones rented this apartment and holed up inside for several months. On April 13, 1933, law officers from the Joplin Police Department and from Newton County, seeking suspected bootleggers, approached the dwelling. The outlaws opened fire on them killing Joplin detective Harry McGinnis and Newton County Constable J. W. Harryman. The Barrow gang escaped leaving behind a roll of Kodak film that yielded the first publicly seen photographs of the infamous gang.”

„Clyde Barrow, Bonnie Parker, Buck und Blanche Barrow und W. D. Jones mieteten diese Wohnung und versteckten sich mehrere Monate lang darin. Am 13. April 1933 näherten sich Polizeibeamte der Polizeibehörde von Joplin und des Newton County den vermeintlichen Schwarzbrennern. Die Gesetzlosen eröffneten das Feuer auf sie und töteten Joplins Detektiv Harry McGinnis und Constable J. W. Harryman. Die Barrow-Bande entkam und hinterließ eine Rolle Kodak-Film, der die ersten öffentlich gesehenen Fotos der berüchtigten Bande zeigte.“

## Verschiedene Verstecke
Bonnie und Clyde schauten sich nicht nur das erwähnte Objekt als Versteck an, sondern hatten noch eine weitere mögliche Alternative. Am 31. März des Jahres zahlten Bonnie und ihre Schwägerin Blanche eine Anzahlung in Höhe einer Monatsmiete auf ein Haus in 2314 Virginia Avenue ⊙. Nachdem sich die Bande für das andere Haus entschieden hatte, bekamen sie ihre Anzahlung von Mr. und Mrs. Smith, den Besitzern, wieder zurück. Es ist davon auszugehen, dass, wenn sie sich für das Objekt in der Virginia Avenue entschieden hätten, es wahrscheinlich nicht zu besagter Schießerei gekommen wäre, da diese ja von der Denunziation der Nachbarn abhängig war. Auch die weiteren Folgen wären wahrscheinlich anders verlaufen, da die Polizei den aktuellen Standort der Bande nicht so direkt durch die Schießerei und anschließende Flucht, erfahren hätte. Alles in allem betrachtet wäre die weitere Geschichte der Bonnie & Clyde-Bande eine andere gewesen. Das Gebäude wurde bei dem verheerenden Tornado von 2011 komplett weggerissen, es blieb nur noch die Auffahrt und die Betontreppe stehen.
Die Miete des angemieteten Hauses, es befindet sich ungefähr 2 km (ca. 1,3 Meilen) südwestlich vom ersten Haus, betrug 21 $ pro Monat. Auf Anraten des Besitzers zahlte Clyde Barrow jedoch 1 $ mehr, wahrscheinlich für die Nachbarschaftswache. Diese ist dann eventuell auch für die erhöhte Aufmerksamkeit um das Tun in und um das Haus verantwortlich, so dass es zu beschriebener Denunziation kam.

## Aktuelle Situation
Nachdem 2011 ein Tornado Teile der Stadt beschädigt hatte (darunter auch ein mögliches zweites Versteck der Bande; das Haus wurde komplett vom Tornado mitgerissen) verkaufte der damalige Besitzer Dewayne Tuttle das Haus, das ihm seit 1968 gehörte, an Phillip McClendon. Dieser wollte das Anwesen zu einem Bed & Breakfast umbauen, scheiterte jedoch zweimal am Veto der Stadtverordnetenversammlung. Frustriert gab er auf und versteigerte es 2016 auf eBay mit einem Mindestgebot von 139.000 $.